# Oncodosia ampla
Oncodosia ampla är en tvåvingeart som först beskrevs av Walker 1852.  Oncodosia ampla ingår i släktet Oncodosia och familjen svävflugor. Inga underarter finns listade i Catalogue of Life.